# Моначильйоні
Моначильйоні, Моначільйоні (італ. Monacilioni) — муніципалітет в Італії, у регіоні Молізе,  провінція Кампобассо.
Моначильйоні розташоване на відстані близько 200 км на схід від Рима, 14 км на північний схід від Кампобассо.
Населення — 466 осіб (2022).

## Демографія
Населення за роками:

Станом на 1 січня 2023 року в муніципалітеті офіційно проживав 21 іноземець з 6 країн, серед них 3 громадяни країн Євросоюзу.

## Сусідні муніципалітети
- Кампольєто
- Макк'я-Вальфорторе
- П'єтракателла
- Ріпаботтоні
- Сан-Джованні-ін-Гальдо
- Сант'Елія-а-П'янізі
- Торо